# 岩間町 (横浜市)
岩間町（いわまちょう）は、神奈川県横浜市保土ケ谷区の町名。現行行政地名は岩間町1丁目及び岩間町2丁目 （字丁目）。住居表示未実施。

## 地理
横浜市保土ケ谷区東部に位置し、面積は0.097km²。一丁目の北側を帷子川、東部を今井川が流れる。

### 地価
住宅地の地価は、2024年（令和6年）7月1日の公示地価によれば、岩間町2丁目181番12の地点で34万1000円/m²となっている。

## 歴史

### 沿革
- かつての程ヶ谷宿上岩間町、下岩間町[5]。
- 1889年（明治22年）4月1日 - 保土ケ谷町、神戸町、岩崎町、岩間町、帷子町、岡野新田が合併し保土ケ谷町が成立[5]。保土ケ谷町大字上岩間、下岩間となる[5]。
- 1927年（昭和2年）
  - 4月1日 - 保土ケ谷町の全域が横浜市に編入する[5]。
  - 10月1日 - 横浜市の区制施行に伴い、保土ケ谷区に編入。同日、町界町名地番整理事業の施行に伴い岩間町は廃止となり、岩間町小字寺下、道ノ上、町裏、銭神、横町、大原、永田境、西町裏および字町並みの一部を岩間上町とし、岩間町小字屋敷裏、町並みを岩間下町と改称した。
- 1940年（昭和15年）11月1日 - 神戸下町、岩間下町、帷子町の各一部から岩間町を設置[8]。字区域を一丁目、二丁目とする[5]。
- 1969年（昭和44年）10月1日 - 行政区再編成に伴い旧保土ケ谷区を廃止し、新たに保土ケ谷区へ編入する[9]
- 1974年（昭和49年）3月6日 - 天王町、神戸町の一部と境界を変更する[10]。

## 世帯数と人口
2025年（令和7年）6月30日現在（横浜市発表）の世帯数と人口は以下の通りである。
| 丁目        | 世帯数    | 人口    |
| ----------- | --------- | ------- |
| 岩間町1丁目 | 719世帯   | 1,113人 |
| 岩間町2丁目 | 461世帯   | 699人   |
| 計          | 1,180世帯 | 1,812人 |

### 人口の変遷
国勢調査による人口の推移。
| 年                 | 人口  |
| ------------------ | ----- |
| 1995年（平成7年）  | 1,915 |
| 2000年（平成12年） | 1,794 |
| 2005年（平成17年） | 1,687 |
| 2010年（平成22年） | 1,678 |
| 2015年（平成27年） | 1,667 |
| 2020年（令和2年）  | 1,728 |

### 世帯数の変遷
国勢調査による世帯数の推移。
| 年                 | 世帯数 |
| ------------------ | ------ |
| 1995年（平成7年）  | 819    |
| 2000年（平成12年） | 837    |
| 2005年（平成17年） | 834    |
| 2010年（平成22年） | 865    |
| 2015年（平成27年） | 921    |
| 2020年（令和2年）  | 1,014  |

## 学区
市立小・中学校に通う場合、学区は以下の通りとなる（2024年11月時点）。
| 丁目        | 番・番地等 | 小学校                 | 中学校             |
| ----------- | ---------- | ---------------------- | ------------------ |
| 岩間町1丁目 | 1番地      | 横浜市立帷子小学校     | 横浜市立岩崎中学校 |
| 岩間町1丁目 | 2番地以降  | 横浜市立保土ケ谷小学校 | 横浜市立岩崎中学校 |
| 岩間町2丁目 | 全域       | 横浜市立保土ケ谷小学校 | 横浜市立岩崎中学校 |

## 事業所
2021年（令和3年）現在の経済センサス調査による事業所数と従業員数は以下の通りである。
| 丁目        | 事業所数  | 従業員数 |
| ----------- | --------- | -------- |
| 岩間町1丁目 | 85事業所  | 724人    |
| 岩間町2丁目 | 56事業所  | 327人    |
| 計          | 141事業所 | 1,051人  |

### 事業者数の変遷
経済センサスによる事業所数の推移。
| 年                 | 事業者数 |
| ------------------ | -------- |
| 2016年（平成28年） | 135      |
| 2021年（令和3年）  | 141      |

### 従業員数の変遷
経済センサスによる従業員数の推移。
| 年                 | 従業員数 |
| ------------------ | -------- |
| 2016年（平成28年） | 1,116    |
| 2021年（令和3年）  | 1,051    |

## 交通

### 道路
- 環状1号線（横浜市道保土ヶ谷駅浅間線）

## 施設
- 横浜岩間郵便局[20]

## その他

### 日本郵便
- 郵便番号 : 240-0004[3]（集配局：保土ヶ谷郵便局[21]）

### 警察
町内の警察の管轄区域は以下の通りである。
| 丁目        | 番・番地等 | 警察署         | 交番・駐在所 |
| ----------- | ---------- | -------------- | ------------ |
| 岩間町1丁目 | 全域       | 保土ケ谷警察署 | 岩間町交番   |
| 岩間町2丁目 | 全域       | 保土ケ谷警察署 | 岩間町交番   |